# Rustikál
Rustikál je označení používané pro půdu, která nebyla spravována v přímé režii vrchnosti (na rozdíl od dominikálu). Rustikál vrchnosti byl rozdělen na jednotlivé statky – grunty – a pronajímán poddaným, tedy sedlákům – gruntovníkům do emphyteutického (dědičného) nájmu. Vrchnosti (šlechta a feudálové) se často považovali za vlastníky pozemků nejen dominikálu a rustikálu ale i dokonce i lidí na něm usedlých a něm hospodařících.
Původ slova dominikál je v latinském slově dominus „pán”. Slovo rustikál vychází ze slova rus významu „venkov”, „venkovská prostota”.
(Výraz rustikální se používá ve smyslu selský, odpovídající venkovskému způsobu života například: rustikální idyla, rustikální život.)